# 지훈 (야구 선수)
지훈(池勳, 1986년 2월 22일 ~ )은 전 KBO 리그 SK 와이번스의 선수이다. 2004년 SK 신인 2차지명 3라운드 19순위로 입단했다. 입단 후, 오랜 기간 5년동안 주로 2군에만 머물렀다가, 2009년 7월 19일, 문학경기장에서 펼쳐진 롯데전에서 프로 첫 데뷔전을 가져 3.2이닝동안 6피안타 3실점에 7.36의 방어율을 기록했다. 2010년 시즌 후 방출되었다.

## 출신학교
- 가동초등학교
- 잠신중학교
- 공주고등학교